# Karolína Bednářová
Karolína Bednářová (* 20. Juli 1986 in Frýdlant) ist eine tschechische Volleyballspielerin. Nach einigen Stationen in ihrer Heimat kam die Nationalspielerin, die 2012 die Europaliga gewann, über die Niederlande nach Aachen, wo sie fünf Jahre lang in der Bundesliga spielte. 2015/16 war sie in Düren im Management tätig. Danach entschied sie sich für eine Fortsetzung ihrer Karriere als Spielerin in Wiesbaden.

## Karriere
Bednářová begann ihre Karriere beim tschechischen Verein VK TU Liberec. Nach einer weiteren Station bei SKUP Olmütz ging sie nach Ungarn zu Teva Gödöllő. Mit dem Verein spielte sie in der Saison 2007/08 im Challenge Cup. Anschließend wechselte sie zum niederländischen Erstligisten VC Weert, mit dem sie 2010 die nationale Vizemeisterschaft gewann. Dadurch wurde der deutsche Bundesligist Alemannia Aachen auf Bednářová aufmerksam und verpflichtete die Außenangreiferin. In den ersten beiden Jahren belegte Aachen mit der Tschechin in der Bundesliga die Plätze neun und zehn. Im Sommer 2012 gewann Bednářová mit der tschechischen Nationalmannschaft die Europaliga. In der folgenden Saison konnte ihr Verein nur wegen fehlender Aufsteiger den Abstieg aus der Bundesliga vermeiden. In der Saison 2013/14 erreichte Bednářová hingegen mit den Ladies in Black Aachen erreichte sie 2014 das Halbfinale um die deutsche Meisterschaft; es war der bis dahin größte Erfolg der Vereinsgeschichte. Ein Jahr später stand Bednářová mit Aachen im Finale des DVV-Pokals, das im Tiebreak gegen Allianz MTV Stuttgart verloren ging. In der Bundesliga gab es einen sechsten Platz. Anfang April 2015 verkündete der Verein, dass er sich nach fünf Jahren von der Mannschaftskapitänin trennt.
Bednářová beendete daraufhin vorübergehend ihre Profikarriere als Spielerin. Von Juli 2015 bis Juni 2016 arbeitete sie bei den SWD Powervolleys Düren und war dort für organisatorische Aufgaben und Sponsorenbetreuung zuständig, während sie zur Teammanagerin ausgebildet wurde. Dazu studierte sie an der FOM-Hochschule in Aachen Business Administration. Parallel zu ihrer Arbeit spielte Bednářová in der Saison 2015/16 wieder beim VC Weert in der dritten niederländischen Liga. Sie schaffte mit der Mannschaft den Aufstieg. Im Sommer 2016 beendete sie ihre Tätigkeit in Düren, weil sie als Spielerin in die Bundesliga zurückkehrte. Seit der Saison 2016/17 spielte sie beim 1. VC Wiesbaden, wo sie 2019 ihre Profi-Karriere beendete.